# 圈紋菊珊瑚
圈紋菊珊瑚（学名：Favia pallida）为菊珊瑚科菊珊瑚屬下的一个种。其种加词“pallida ”意为“淡色的”。